# 東京サイト
『東京サイト』（とうきょうサイト）は、2000年4月から2025年3月28日までテレビ朝日で放送されていた東京都の広報番組である。『東京NOW』の後継番組として25年にわたって放送された。後継番組は『TOKYO EVERYONE』。

## 出演者
- 星島一太
- 林家きく姫 （番組末期まで）

## ナレーション
いずれも、担当時点ではテレビ朝日アナウンサー。
- 川北桃子（番組当初から1年間）
- 大下容子（2001年4月から1年半）
- 川瀬眞由美（2002年秋よりおよそ10年間）
- 市川寛子 （2011年10月 - 2015年4月10日）
- 島本真衣 （2015年4月13日 - 2017年3月31日）
- 野村真季 （2017年4月3日 - 2019年4月12日）
- 武内絵美 （2019年4月15日 - 2025年3月28日）

※川瀬・大下・市川のピンチヒッター時には佐藤紀子や萩野志保子、久保田直子が担当したことがある。

## 放送時間
- 平日 13:45 - 13:50（金曜放送終了後にYoutubeで一週間分の放送をまとめて配信）
  - 当初は16:50 - 16:55に放送していたが、『スーパーJチャンネル』の放送時間拡大に伴って1分短縮し、16:50 - 16:54（その後編成上の放送時間帯は不変であるも16:50 - 16:53:30）の放送となった。2006年4月3日から『スーパーJチャンネル』の放送時間再拡大に伴い、13:55 - 13:59に移動したが、2014年4月1日から再度再放送枠の放送時間見直しに伴い14:55 - 14:59に移動、同年9月29日より『ゴゴワイド』が第1部のみの放送となり、その59分繰り下げ・2分拡大に伴い、14:00-14:04に移動し、2018年4月2日からは前座番組『上沼恵美子のおしゃべりクッキング』（朝日放送テレビ[1]制作）の5分繰り上げに伴い、13:55 - 13:59に復した。帯ドラマ劇場「やすらぎの刻〜道」の終了に伴い放送枠を再編し、2020年3月30日より13:45 - 13:49に移動。2023年10月2日より番組改編に伴い1分後拡大され現在の放送時間となる。
  - 14:55 - 14:59に放送していた期間の祝日等で『ゴゴワイド』・『相棒セレクション』等の再放送枠の放送時間が変則となる場合には、繰り上げることがあった（再早で13:05 - 13:09）。
  - 基本的には年末年始を除き番組自体休止しないが、スポーツ中継や前々々枠番組『ワイド!スクランブル』関連の緊急報道などで番組休止が数回あり、中には代替放送もされず未放送となっているのもある[2]。

### 変遷
| 期間       | 期間       | 放送時間（日本時間）      |
| ---------- | ---------- | ------------------------- |
| 2000.03.27 | 2005.07.01 | 平日 16:50 - 16:55（5分） |
| 2005.07.04 | 2006.03.31 | 平日 16:50 - 16:54（4分） |
| 2006.04.03 | 2014.03.31 | 平日 13:55 - 13:59（4分） |
| 2014.04.01 | 2014.09.26 | 平日 14:55 - 14:59（4分） |
| 2014.09.29 | 2018.03.30 | 平日 14:00 - 14:04（4分） |
| 2018.04.02 | 2020.03.27 | 平日 13:55 - 13:59（4分） |
| 2020.03.30 | 2023.09.29 | 平日 13:45 - 13:49（4分） |
| 2023.10.02 | 2025.3.28  | 平日 13:45 - 13:50（5分） |

## オープニング・テーマ
オープニングテーマとして矢野顕子『夢のヒヨコ (DREAMING CHICK)』（Epic Records）（作詞:糸井重里 作曲:矢野顕子）が使用されていたが、2012年12月28日の放送を最後に廃止されている。

## 当番組以外の東京都の広報番組
- TOKYOインフォメーション - TOKYO MX
- 都民ニュース - TBSラジオ

### 過去
- 東京都だより - 日本テレビ